# Голубая андигена
Голубая андигена (лат. Andigena hypoglauca) — вид дятлообразных птиц из семейства тукановых (Ramphastidae), обитающий во влажных горных лесах на западе Южной Америки, на высоте 2400—3350 метров над уровнем моря. Их ареал протянулся вдоль андского хребта, в пределах от юго-западной части Колумбии, через центральные районы Эквадора и вплоть до юго-восточного Перу (Куско). Населяют преимущественно восточные склоны Анд. Популяции западных склонов обитают в Колумбии (Кальдас) и на юго-западе Эквадора.

## Описание
Взрослые особи достигают в длину размеров 43—48 см и массы тела 244—370 граммов. Размах крыльев у самцов варьируется в пределах от 16,3 до 18,2 см, длина хвостового оперения — 15,9 и 17,5 см, длина клюва — от 8,9 до 9,6 см. Как и у всех представителей рода, у голубой андигены отсутствует выраженный половой диморфизм. Самки, как правило, немного меньше самцов и имеют более короткий клюв (6,9—8,3 см).

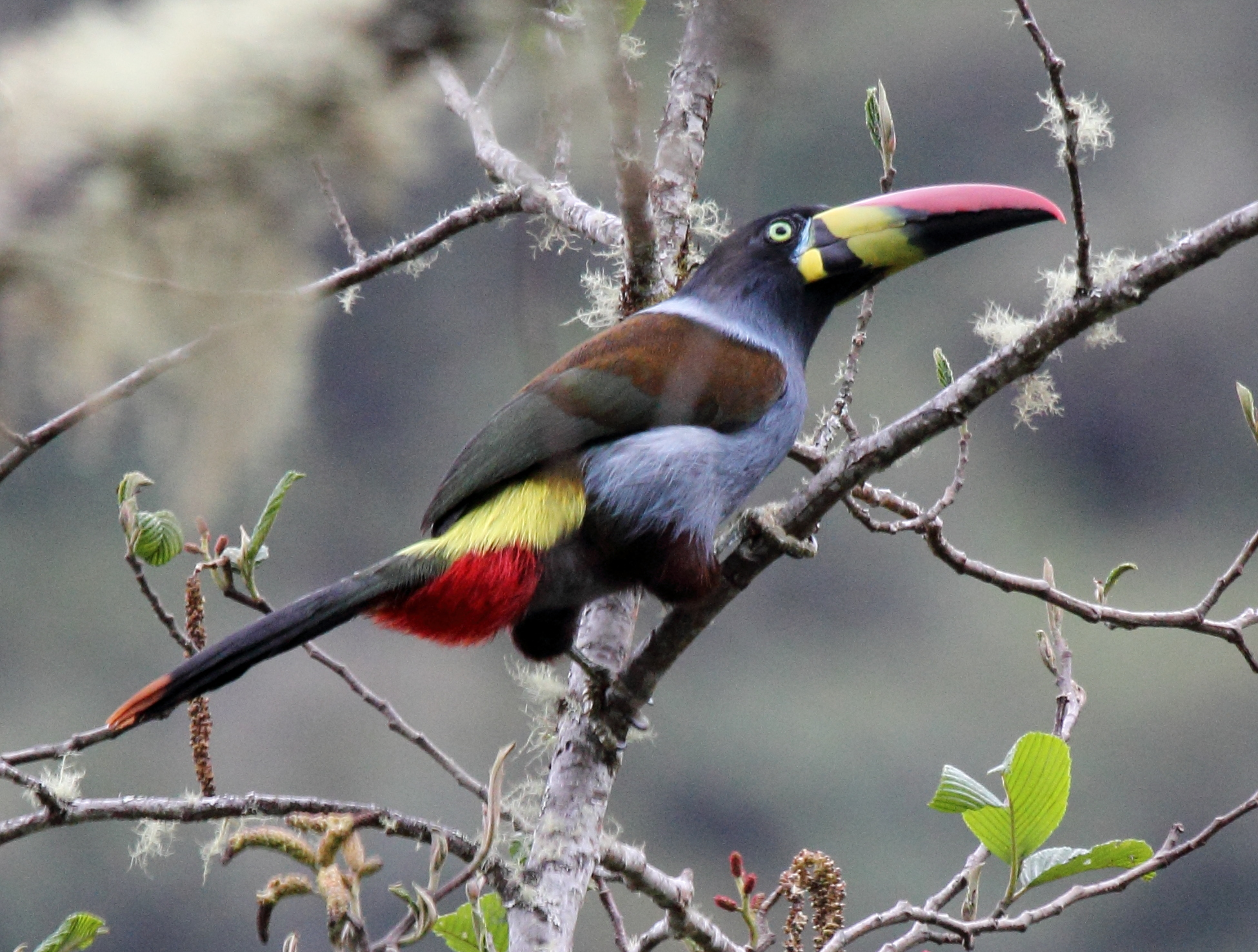

Голубые андигены обладают ярко окрашенным оперением, сочетающим в себе несколько цветов и оттенков.
Оперение затылочной части головы чёрного цвета, боковых частей головы — тёмно-синего, спины и крыльев — зеленовато-коричневого, брюшной части туловища — тёмного серо-голубого, хвоста чёрно-коричневого, бёдер — тёмно-каштанового, нижней части спины — ярко-жёлтого. Оперение копчиковой части тела и кончик хвоста ярко-красного цвета.
Основание надклювья яркого жёлтого цвета, в остальном оно оранжево-красное. Подклювье жёлтого цвета, с чёрным пятном у окончания.

## Образ жизни
Голубые андигены обитают в верхних ярусах леса, спускаясь на землю лишь для поиска пищи. Живут по отдельности, в парах или маленькими семейными группами до 6 особей. Питаются преимущественно ягодами и плодами.

## Подвиды
Международный союз орнитологов выделяет два подвида:
- Andigena hypoglauca hypoglauca (Gould, 1833)
- Andigena hypoglauca lateralis Chapman, 1923